# جورج كان
جورج كان (بالإنجليزية: George Kane)‏ هو لاعب كرة قدم أمريكية أمريكي، ولد في 13 يوليو 1891 في روتشستر في الولايات المتحدة، وتوفي في 1 أغسطس 1969.

## وصلات خارجية
- جورج كان على موقع مرجع كرة القدم المحترفة.كوم (الإنجليزية)